# Analiza ekonomiczna
Analiza ekonomiczna – metoda badania procesów gospodarczych, polegająca na rozpatrywaniu związków zachodzących pomiędzy poszczególnymi elementami tych procesów.
Może być stosowana zarówno do badania zjawisk i procesów gospodarczych zachodzących w skali całej gospodarki narodowej (analiza makroekonomiczna), jak również zjawisk i procesów występujących w ramach poszczególnych jednostek gospodarujących (analiza mikroekonomiczna).
Analiza ekonomiczna umożliwia stawianie diagnoz, ułatwia podejmowanie decyzji, a także sprzyja racjonalizacji procesów gospodarczych, zarówno w skali makro-, jak i mikroekonomicznej. W analizie ekonomicznej znajdują szerokie zastosowanie metody matematyczne (m.in. rachunek marginalny oraz programowanie liniowe).
Analiza to sposób postępowania naukowego, uporządkowania, dzielenia całości na elementy składowe. Celem analizy jest zbadanie struktury całości, poznanie mechanizmu powiązań między elementami składowymi.
Czynności związane z oceną działalności przedsiębiorstwa są przedmiotem analizy ekonomicznej. W warunkach zmienności otoczenia, rozwoju techniki i nauki podejmowanie decyzji dotyczących zarządzania przedsiębiorstwem wymaga szybkich i rzetelnych informacji. Dlatego analiza ekonomiczna, a w niej zawarta analiza finansowa nabrała szczególnego znaczenia. Analiza ekonomiczna obejmuje wszystkie zjawiska gospodarcze występujące w obrębie przedsiębiorstwa, jak i w jego otoczeniu. Badanie czynników polega na podziale zjawisk ekonomicznych i procesów na elementy składowe, określeniu zależności przyczynowo-skutkowej między elementami, i wyprowadzeniu wniosków z oceny.